# Reinhard Klimmt
Reinhard Klimmt (ur. 16 sierpnia 1942 w Berlinie) – niemiecki polityk i publicysta, członek Socjaldemokratycznej Partii Niemiec (SPD), od 1998 do 1999 premier Saary, w latach 1999–2000 minister transportu, budownictwa i mieszkalnictwa w rządzie federalnym.

## Życiorys
Po ukończeniu szkoły średniej studiował historię na Uniwersytecie Kraju Saary. W 1962 wstąpił do SPD, w latach 1970–1975 kierował strukturami jej organizacji młodzieżowej Jusos w Saarze. Od 1976 do 1996 stał na czele partii w Saarbrücken. W 1979 po raz pierwszy wybrany na posła do landtagu, w parlamencie landu zasiadał do 1999. W latach 1985–1996 przewodniczył frakcji poselskiej SPD, a w 1996 został przewodniczącym socjaldemokratów w Saarze.
Gdy w 1998 Oskar Lafontaine przeszedł do rządu federalnego, Reinhard Klimmt zastąpił go na stanowisku premiera Saary. Zajmował je przez niespełna rok, wybory z września 1999 zakończyły się zwycięstwem opozycyjnych chadeków. W tym samym miesiącu otrzymał nominację na ministra transportu, budownictwa i mieszkalnictwa w pierwszym gabinecie kanclerza Gerharda Schrödera. Funkcję tę pełnił do listopada 2000. Podał się do dymisji w związku z ujawnionymi nieprawidłowościami w finansowaniu klubu piłkarskiego 1. FC Saarbrücken, w którego władzach zasiadał. Ustąpił też wówczas z zajmowanych stanowisk partyjnych. W późniejszym czasie zajął się głównie działalnością pisarską, publikując różne pozycje książkowe.